# Quốc kỳ Malta

Tỷ lệ cờ: 2:3

Civil ensign; Tỷ lệ cờ: 2:3

Quốc kỳ Malta (tiếng Malta: Bandiera ta' Malta) có hai sọc đỏ trắng, bên trái phía trên có hình chữ thập bạc xám. Năm 1090, có một người tên Rogers vượt biển và mang theo một toán người xua đuổi những người Arập đang chiếm giữ Malta lúc bấy giờ. Họ đã xé hai mảnh cờ đỏ trắng trên cờ của người Arập để làm kỉ niệm chiến thắng. Từ đó cờ đỏ trắng trở thành quốc kỳ của Malta. Đến năm 1942, trên quốc kỳ có thêm hình chữ thập bạc xám là huân chương mà vua Anh George VI thưởng cho nhân dân Malta vì cuộc chiến đấu anh dũng của họ trong Thế chiến thứ hai.